# Улья (Хабаровский край)
Улья — упразднённый посёлок в Охотском районе Хабаровском крае. На момент упразднения входил в состав Вострецовской сельской администрации. Исключен из учётных данных в 2000 году.

## География
Расположен в 168 километрах от Охотска.

## Достопримечательности
В посёлке установлен обелиск, повёрнутый к морю, со словами М. Ломоносова: «Колумбы росские, презрев угрюмый рок, меж льдами новый путь отворят на восток».